# Dexosarcophaga quecetuba
Dexosarcophaga quecetuba är en tvåvingeart som beskrevs av Carroll William Dodge 1966. Dexosarcophaga quecetuba ingår i släktet Dexosarcophaga och familjen köttflugor. Inga underarter finns listade i Catalogue of Life.